# Моино
Моино — упразднённая в 1989 году деревня в Ярском районе Республики Удмуртия Российской Федерации.

## География
Находился на реке Моя в 15 километрах южнее Яра.

## Топоним
Название Моино носит иноэтничный характер.

## История
В 1957 году деревня входила в Ворцинский сельсовет.
В 1989 году исключена из учётных данных.

## Население
В Моино проживали в основном татары и считалось кряшенским селением.